# Apocephalus incomptus
Apocephalus incomptus är en tvåvingeart som beskrevs av Brown 2000. Apocephalus incomptus ingår i släktet Apocephalus och familjen puckelflugor. Inga underarter finns listade i Catalogue of Life.